# Ungaliophis
Ungaliophis är ett släkte av ormar som ingår i familjen boaormar.
Dessa ormar är aktiva på natten och de klättrar i träd eller i annan växtlighet. De blir vanligen inte längre än 1 meter. Kännetecknande är stora fjäll vid näsan. Deras föda är antagligen små ödlor och grodor. Arternas utbredningsområde ligger i Centralamerika. Arterna lever i låglandet och i bergstrakter upp till 2300 meter över havet. De kännetecknas av färgglada mönster på kroppen. Släktet listas ibland i familjen Tropidophiidae men det exakta släktskapet till andra medlemmar av familjen är okänt.
Arter enligt Catalogue of Life och The Reptile Database:
- Ungaliophis continentalis
- Ungaliophis panamensis

IUCN listar Ungaliophis continentalis som starkt hotad (EN) och Ungaliophis panamensis som livskraftig (LC).